# Smiliogastrinae
Smiliogastrinae — підродина коропоподібних риб родини Коропові (Cyprinidae). Об'єднує велику кількість переважно дрібних прісноводних риб, поширених у тропічних районах Азії та Африки.
Серед них багато популярних акваріумних риб, відомих як барбуси: барбус аруліус (Dawkinsia arulius), барбус вишневий (Puntius titteya), барбус вогняний (Pethia conchonius), барбус голотенія (Enteromius holotaenia), барбус Денісона (Dawkinsia denisonii), барбус зелений (Barbodes semifasciolatus) та його жовта форма — барбус Шуберта, барбус оліголепіс (Oliotius oligolepis), барбус-панда (Haludaria fasciata), барбус п'ятисмугий (Desmopuntius pentazona), барбус родезійський (Enteromius fasciolatus), барбус Столичка (Pethia stoliczkana), барбус суматранський (Puntigrus tetrazona), барбус філаментосус (Dawkinsia filamentosa), барбус хрестовий (Striuntius lateristriga), барбус червоний або одеський (Pethia padamya), барбус чорний (Pethia nigrofasciata) та ін.
Раніше зараховувались до підродини Barbinae, зокрема до роду Barbus.
Підродина включає такі роди:
- Amatolacypris  Skelton, Swartz & Vreven, 2018
- Barbodes  Bleeker, 1859
- Barboides  Brüning, 1929
- Bhava  Sudasinghe, Rüber & Meegaskumbura, 2023
- Caecobarbus  Boulenger, 1921
- Chagunius  Smith, 1938
- Cheilobarbus  Smith, 1841
- Clypeobarbus  Fowler, 1936
- Coptostomabarbus  David & Poll, 1937
- Dawkinsia  Pethiyagoda, Meegaskumbura & Maduwage, 2012
- Desmopuntius  Kottelat, 2013
- Eechathalakenda  Menon, 1999
- Enteromius  Cope, 1867
- Haludaria  Pethiyagoda, 2013
- Hampala  Kuhl & van Hasselt, 1823
- Namaquacypris  Skelton, Swartz & Vreven, 2018
- Oliotius  Kottelat, 2013
- Oreichthys  Smith, 1933
- Osteobrama  Heckel, 1843
- Pethia  Pethiyagoda, Meegaskumbura & Maduwage, 2012
- Plesiopuntius  Sudasinghe, Rüber & Meegaskumbura, 2023
- Prolabeo  Norman, 1932
- Prolabeops  Schultz, 1941
- Pseudobarbus  Smith, 1841
- Puntigrus  Kottelat, 2013
- Puntius  Hamilton, 1822
- Rohanella  Sudasinghe, Rüber & Meegaskumbura, 2023
- Rohtee  Sykes, 1839
- Sedercypris  Skelton, Swartz & Vreven, 2018
- Striuntius  Kottelat, 2013
- Systomus  McClelland, 1838
- Waikhomia  Katwate, Kumkar, Raghavan & Dahanukar, 2020
- Xenobarbus  Norman, 1923